# 綾塚古墳
綾塚古墳（あやつかこふん/あやづかこふん）は、福岡県京都郡みやこ町勝山黒田にある古墳。形状は円墳。国の史跡に指定されている。

## 概要
福岡県北東部、京都平野内陸部の観音山（鹿ヶ峰）から延びる丘陵の先端部において、丘陵を馬蹄形に削ったうえで築造された大型円墳である。1980年（昭和55年）に墳丘測量調査、1995年（平成7年）に石室実測調査が実施されているが、発掘調査は実施されていない。
墳形は円形で、現在は東西30メートル程度・南北38メートル・高さ10メートルの楕円形を呈するが、未調査のため元の墳形は詳らかでない。墳丘外表で段築・葺石・埴輪は認められていない。墳丘周囲には周溝が巡らされており、幅15メートル・深さ5メートル・溝底幅10メートルを測る。埋葬施設としては両袖式の横穴式石室が構築されており、南方向に開口する。石室全長約19メートルを測り、国内では五条野丸山古墳（奈良県橿原市）・宮地嶽古墳（福岡県福津市）に次ぐ規模の大型石室であり、石室の石材には花崗岩の巨石が使用される。石室の玄室内には、京築地域で唯一の例となる刳抜式家形石棺を据える。未調査のため石室内の副葬品は詳らかでない。
築造時期は、古墳時代終末期の7世紀初頭頃と推定される。一帯では橘塚古墳（6世紀末）に後続する時期に位置づけられる。橘塚古墳とともに複室構造の横穴式石室としては国内最大級の規模であり、豊前地方を代表する巨石墳として重要視される古墳になる。
古墳域は1973年（昭和48年）に国の史跡に指定されている。

## 遺跡歴
- 慶長年間（1596-1615年）、石棺の破壊。
- 元禄7年（1694年）、貝原益軒が『豊国紀行』に記述[2]。
- 明治期、ウィリアム・ゴーランドが石室計測[2]。
- 1973年（昭和48年）4月14日、国の史跡に指定[3]。
- 1980年（昭和55年）、墳丘南東部の崖面崩壊に伴う整備および墳丘測量調査。
- 1995年（平成7年）、石室実測調査（宮崎大学・勝山町教育委員会）。
- 2004年（平成16年）12月、墳丘上の木々の伐採[1]。

## 埋葬施設

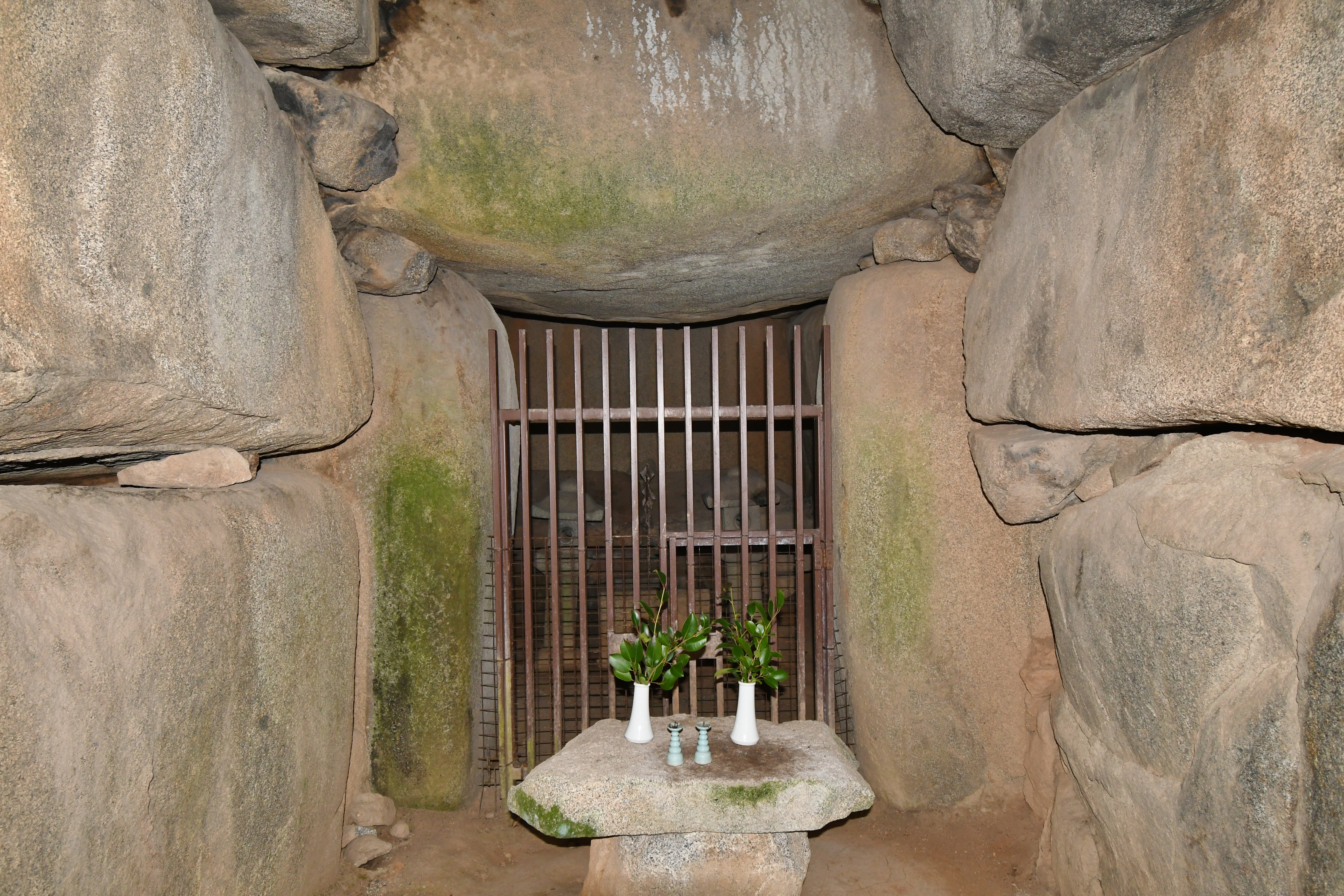
石室 前室奥の玄室内に家形石棺が遺存する。

埋葬施設は両袖式横穴式石室で、南方向に開口する。玄室・前室・羨道からなる複室構造の石室である。石室の規模は次の通り。
- 石室全長：約19メートル[1]
- 玄室：長さ3.5メートル、幅3.5メートル（奥壁）・3.7メートル（玄門）、高さ3.7メートル
- 前室：長さ2.4メートル、幅2.2メートル（奥）・幅2.2メートル（前）、高さ3.5メートル
- 羨道：長さ11.3メートル、幅2.4メートル（奥）

石室の石材には花崗岩の巨石が使用される。玄室・前室の平面形はほぼ正方形である。羨道の開口部付近は改変されているとみられ、開口部の一字一石塔・猿田彦大神や羨道部の手水鉢は羨道の石材が転用された可能性があるほか、開口部付近では積み直しの痕跡が認められる。羨道は重箱積みによって構築されており、羨道の天井石は延宝8年（1680年）銘の石製鳥居脚部を転用した円柱で支えられる。
玄室内には、奥壁と平行方向に刳抜式家形石棺を据える。デイサイト質凝灰岩製の石棺で、蓋石は長さ2.6メートル・幅1.3メートル・高さ0.52メートル、身石は長さ2.48メートル・1.22メートル・0.83メートルを測る。蓋石には長辺2対・短辺1対の縄掛突起を付す。現在は蓋石・身石とも四分割されているが、記録では慶長年間に細川忠興家臣の加々山隼人・益田蔵人・小谷文右衛門・成水丹後らが石棺を割って小倉に運ぼうとしたところ、災害が起きたため中止して戻したという。
玄室内では、土師器灯明皿片・一字一石経・煕寧元宝（1068年発行開始の北宋銭）や11・12世紀頃の白磁片が採集されており、石室の開口・再利用の様子を示唆する。特に大正頃には石棺内に一字一石経の充満が認められていたことから、江戸時代に玄室は一字一石経塚として信仰されたとみられる。

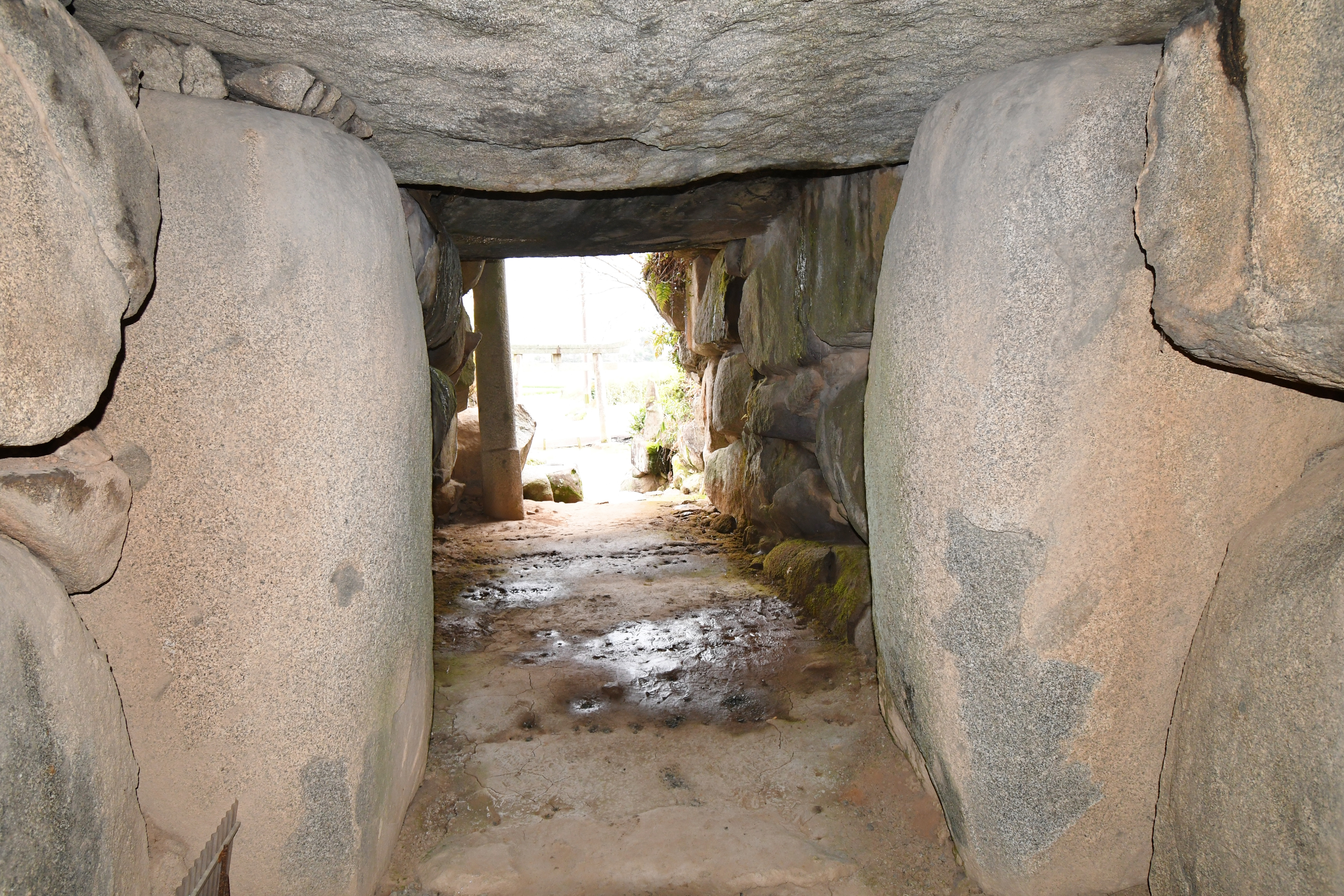
前室（開口部方向）
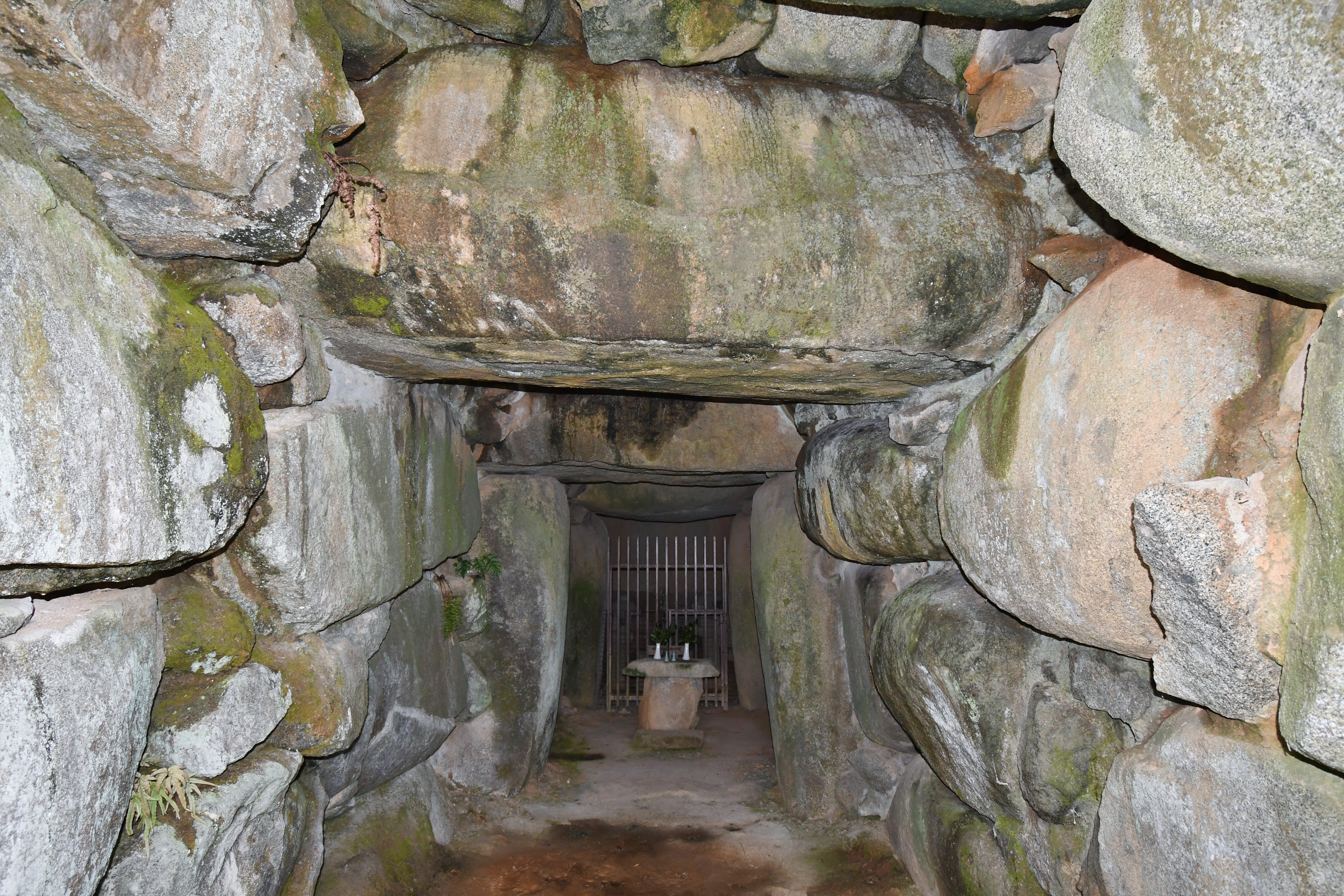
羨道（玄室方向）
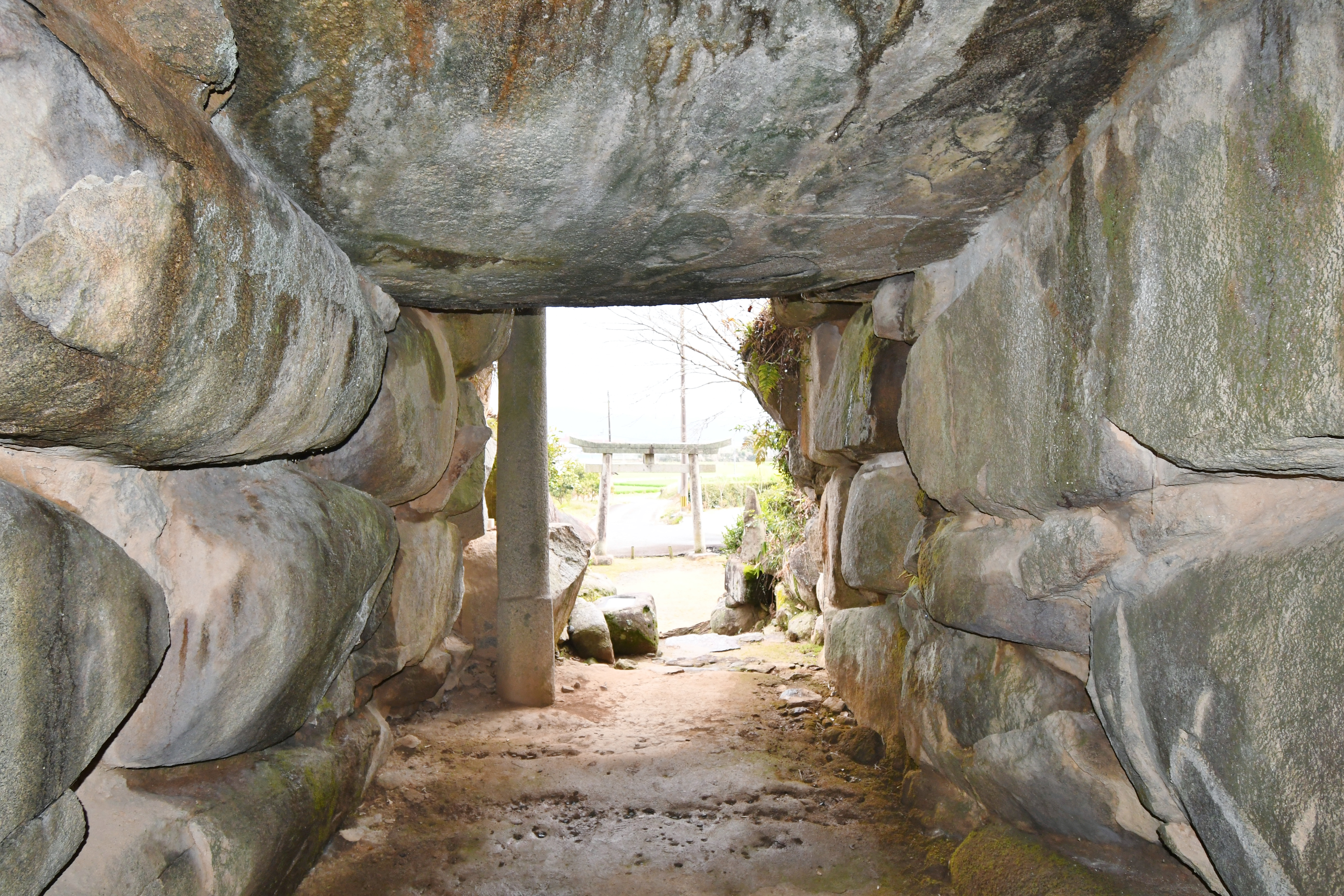
羨道（開口部方向）
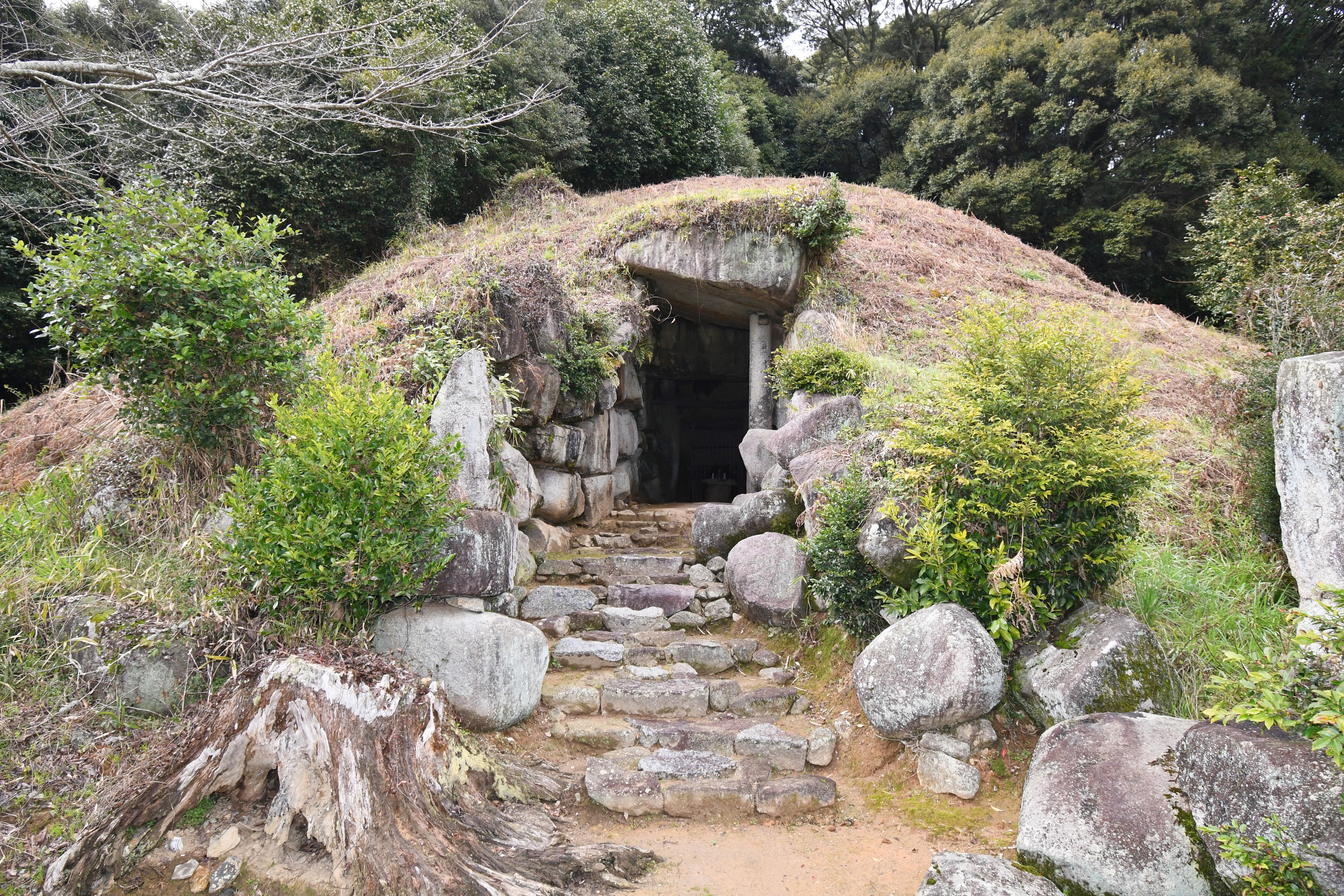
開口部

## 文化財

### 国の史跡
- 綾塚古墳 - 1973年（昭和48年）4月14日指定[3]。

## 関連施設
- みやこ町歴史民俗博物館（みやこ町豊津）